# Xã Bear Creek, Quận Montgomery, Missouri
Xã Bear Creek (tiếng Anh: Bear Creek Township) là một xã thuộc quận Montgomery, tiểu bang Missouri, Hoa Kỳ. Năm 2010, dân số của xã này là 2.566 người.